# Preenchimento por inundação

Preenchimento por inundação recursivo com 4 direções

Preenchimento por inundação, também chamado de Flood fill ou seed fill, é um algoritmo de inundação que determina e altera a área conectada a um determinado nó em uma matriz multidimensional com algum atributo correspondente. Ele é usado na ferramenta de preenchimento "balde" de programas de pintura para preencher áreas conectadas de cores semelhantes com uma cor diferente e em jogos como Go e Campo minado para determinar quais peças são limpas. Uma variante chamada preenchimento de limite usa os mesmos algoritmos, mas é definida como a área conectada a um determinado nó que não possui um atributo específico. 
Observe que o preenchimento de inundação não é adequado para desenhar polígonos preenchidos, pois perderá alguns pixels em cantos mais agudos.  Em vez disso, é preciso usar a regra par-ímpar e a regra diferente de zero.